# Lithographie par faisceau d'électrons focalisé
Aussi appelée lithographie électronique. En anglais : Electron Beam Lithography (EBL).